# Simon Burrows
Pour les articles homonymes, voir Burrows.
Simon Burrows est un historien anglais, né le 3 novembre 1966.

## Biographie
Spécialiste d'histoire culturelle et politique à l'époque de la Révolution française (1760-1820). Ses travaux s'intéressent à la bohème littéraire, aux  relations internationales et diplomatiques et surtout au monde de l'imprimé et de la presse à la fin du XVIIIe siècle.
Dans son dernier livre paru en Angleterre en octobre 2006, il dévoile le chantage dont la monarchie française a été l'objet de la part de pamphlétaires installés à Londres et qui préféraient vendre leur silence auprès de Louis XVI. Ces libelles longtemps cachés ont nourri les pires accusations contre Marie-Antoinette après la chute de la Bastille et au moment de son procès.
Il enseigne actuellement à l'Université de Leeds (School of History).

## Publications
- "A Literary Low-Life Reassessed: Charles Theveneau de Morande in London, 1769-1791", Eighteenth-Century Life, vol. 22, n° 1, février 1998, pp. 76-94.

- French Exile Journalism and European Politics, 1792-1814, Royal Historical Society Studies in History, 2000.(compte-rendu dans l'American Historical Review, avril 2002)

- Hanna Barker et Simon Burrows (sous la direction de),  Press, Politics and the Public Sphere in Europe and North America, 1760-1820, Cambridge University Press, 263 pp., 2002.

Le chapitre de Simon Burrows, Cosmopolitan press (1760-1815), pp.23-47 est disponible icisur le site des Cambridge University Press.
- "The innocence of Jacques-Pierre Brissot, The Historical Journal, vol. 46, n°4, décembre 2003, pp. 843-871.

- "Despotism without Bounds: The French Secret Police and the Silencing of Dissent in London, 1760–1790", History, vol.89, n° 296, octobre 2004, pp. 525-548.

- Blackmail, scandal and revolution London's French libellistes, 1758–92, Manchester University Press, octobre 2006. (critique dans le Guardian, 29 septembre 2006)

Titre des chapitres : Chapitre 1: London’s French libellistes - Chapitre 2: Peddling libelles - Chapitre 3: The policing and politics of libelles, 1758–1778 - Chapitre 4: The policing and politics of libelles, 1778–1792 - Chapitre 5: The scandalous history of Marie-Antoinette - Chapitre 6: The corpus of blackmail libelles, 1758–1789 - Chapitre 7: Discourses of despotism and freedom.